# Julia Harting
Julia Harting, rođ. Fischer (Berlin, 1. travnja 1990.) njemačka je bacačica diska. Supruga je njemačkog bacača diska Roberta Hartinga.
Osvajačica je srebrnog odličja s Europskog prvenstva 2016. u Amsterdamu.